# آنتسالووا
آنتسالووا (به لاتین: Antsalova) یک منطقهٔ مسکونی در ماداگاسکار است که در آنتسالوا واقع شده‌است. آنتسالووا ۵۸٬۲۸۰ نفر جمعیت دارد و ۱۰۵ متر بالاتر از سطح دریا واقع شده‌است.